# Ochlerotatus cyprius
Ochlerotatus cyprius is een muggensoort uit de familie van de steekmuggen (Culicidae). De wetenschappelijke naam van de soort is voor het eerst geldig gepubliceerd in 1920 door Ludlow.